# 俺がオマエを守る
『俺がオマエを守る』（おれがオマエをまもる）は、アイディアファクトリーから2009年5月21日
に発売されたニンテンドーDS用ソフト。キャラクターデザインはカズキヨネ。

## 概要
様々なクエストをクリアしていく女性向けの横スクロールアクション。

## 登場人物
レン
声:宮野真守

ヴェルス
声:水島大宙

エルザ・クセルブル
声:朝樹りさ

ロニキス
声:酒井相一郎

エストランド・クセルブル
声:尾崎淳

シャルネ
声:飯野ユウ

ラグナス
声:桜木章人

アーヴァンク